# كارلوس كاردونا
كارلوس كاردونا (بالإسبانية: Carlos Cardona)‏ هو رائد أعمال كولومبي، ولد في 7 مارس 1974 في بيريرا في كولومبيا.